# Кусаие (остров)
Кусаие (Косраэ; Kosrae [ko.sʲa.e] Косяэ, старое название — Юалан) (англ. Kosrae) — остров в группе Каролинских островов. Кусаие вместе с близлежащими мелкими островами составляет территорию одноимённого штата Федеративных Штатов Микронезии, одного из четырёх штатов ФШМ. Местные жители произносят название острова как «Кошрай».

## География

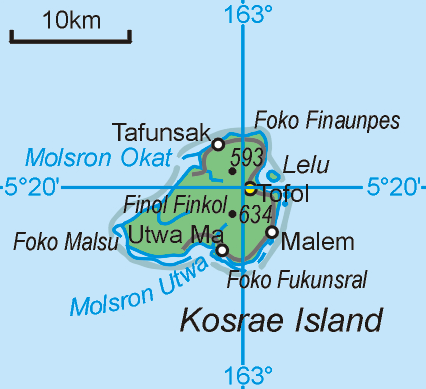
Карта острова Косраэ

Он расположен в 590 км к северу от экватора, между островом Гуам и Гавайскими островами. Его площадь — 110 км². Наивысшая точка — 628 м. Численность населения — 6616 чел (перепись 2010 г.). Единственный обитаемый и наибольший из окружающих Кусаие островов — Лелу (Lelu) — соединён с Кусаие мостом. Имеется аэропорт, расположенный на искусственном острове в лагуне.

## История

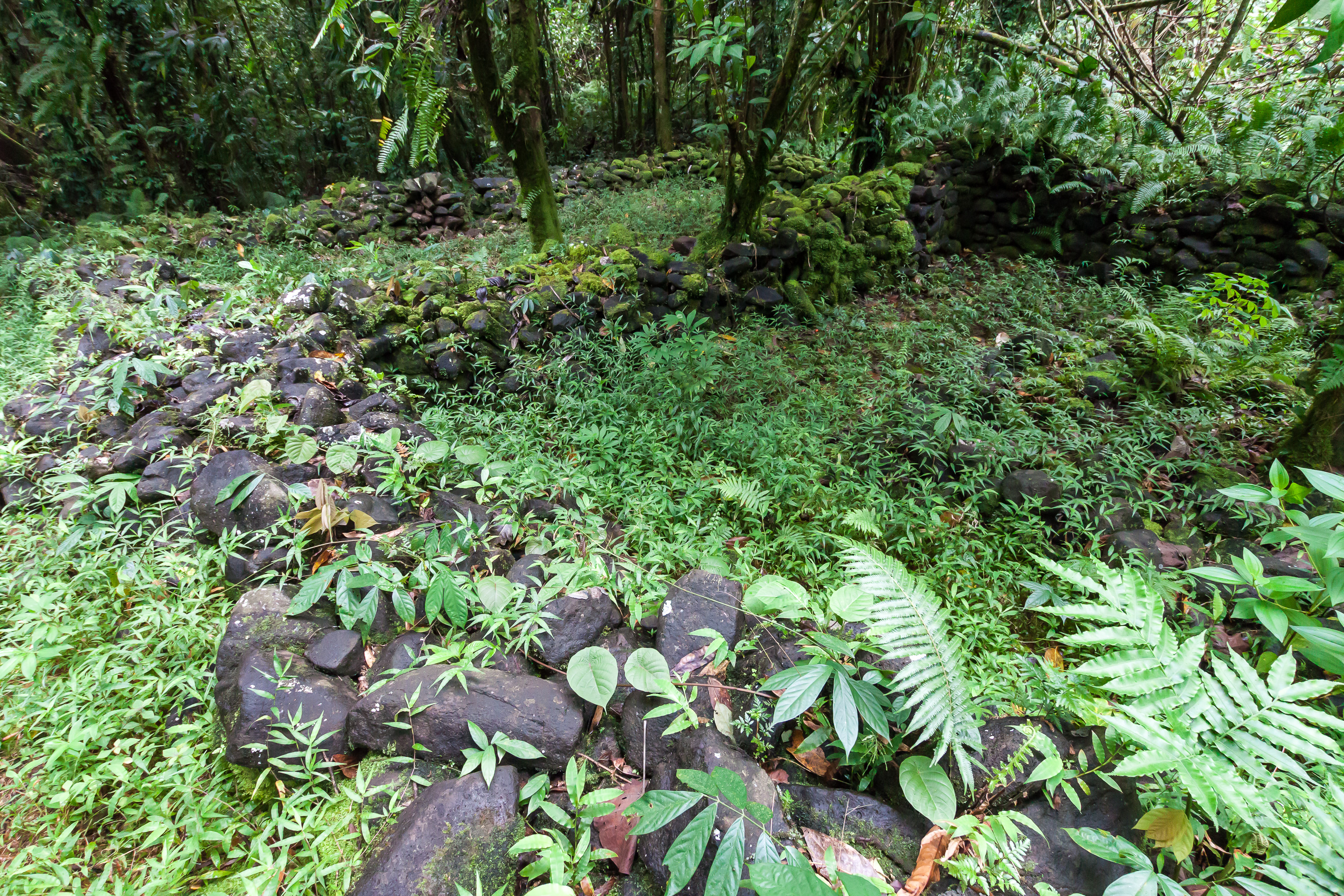
Фрагмент руин Менка

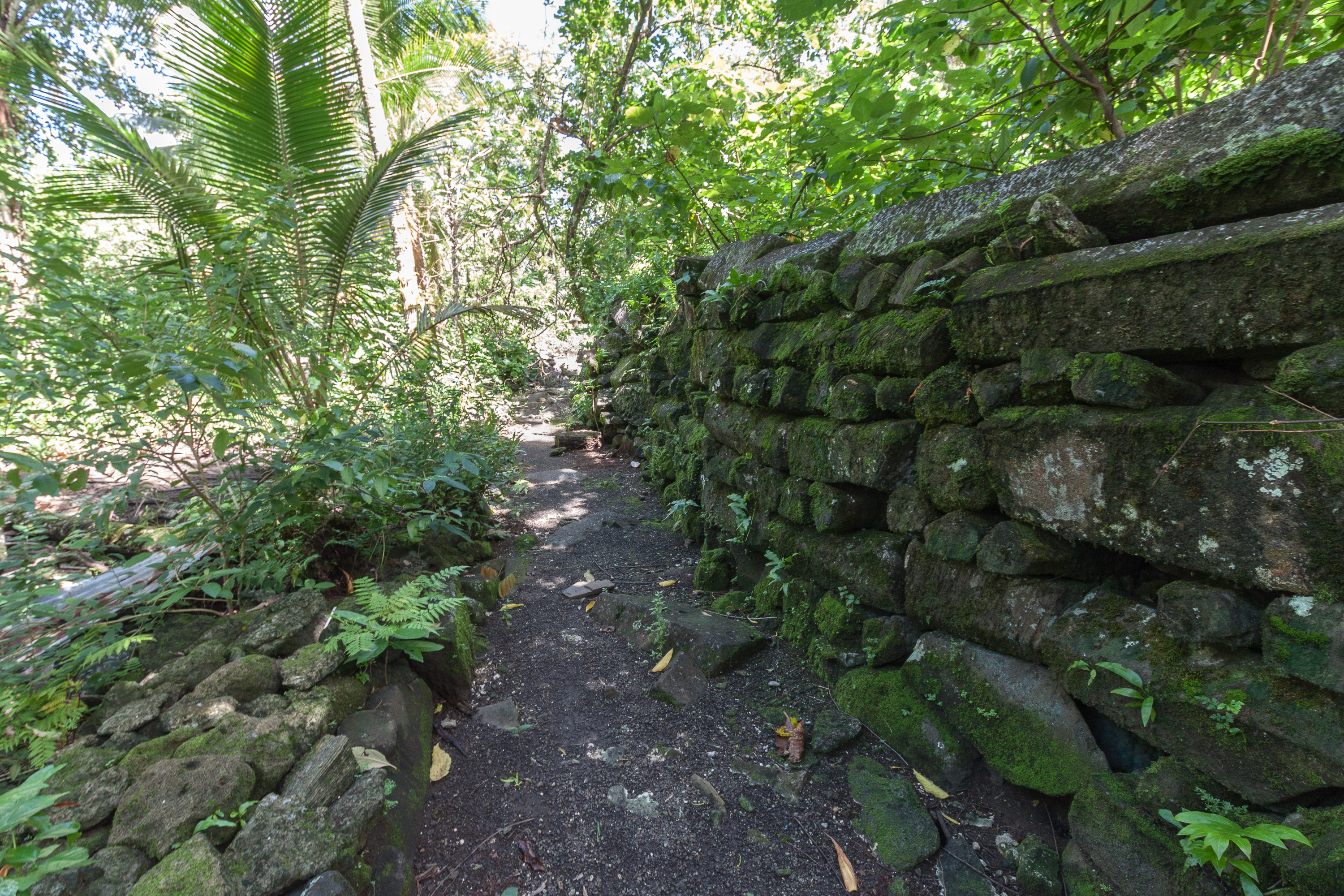
Типичный фрагмент стены древнего города на территории руин Лелу

Археологические данные свидетельствуют о том, что остров был заселен уже 2000 лет назад. На острове имеется несколько выдающихся мегалитических памятников.
В джунглях Кусаие расположены руины Менка (Menka Ruins), в соответствии с устным преданием жителей острова, представляющие собой резиденцию богини Синлаку (Sinlaku), покинутую ей около 1852 года перед прибытием на остров христианских проповедников.
На юго-западном побережье острова, в районе, который сейчас зарос мангровым болотом, находится крупный археологический памятник Ликинлулем. 
На небольшом острове Лелу (Lelu), расположенном в бухте у северо-восточного берега острова Кусаие, находятся развалины древнего одноименного города, построенного около 1250—1500 годов н. э. В период расцвета города, его население достигало 1500 человек, а площадь — 27 гектаров. Руины Лелу схожи с развалинами Нан-Мадола близ острова Понапе (Понпеи), но датируются более поздним периодом. Однако, этот памятник сохранился гораздо хуже Нан-Мадола. Несмотря на это, руины занимают около третьей части острова Лелу. Город служил резиденцией для вождя, знати и жрецов. Тут были построены искусственные острова, улицы, каналы, дворцы, культовые сооружения, крепостные стены, усыпальницы и другие сооружения. 
В 1828 году остров Кусаие посетила русская кругосветная морская экспедиция на шлюпе «Сенявин», сумевшая установить дружественные отношения с туземцами и пополнившая здесь запасы провизии. Руководитель экспедиции Ф. П. Литке описал циклопические сооружения Лелу в своих записках:

«Все берега… обнесены стеной, сложенной из камней вышиной футов в пять, защищающей дома и плантации от волнения. Такими же стенами обнесены и земли, разным юросам принадлежащие. Эти стены имеют в вышину сажени по три. Нас изумляла огромность камней в этих стенах: некоторые имели фута по четыре во всех измерениях, следовательно, содержали не менее 60 кубических футов вещества и весу не менее 150 пудов. Нам непонятно было, какими средствами могли жители поднимать такие громады на высоту от 5 до 6 футов? Многие необитаемые островки по отмелям обнесены такими же стенами. Особенно замечательны каналы, пересекающие в разных направлениях середину острова. Каналы эти были вначале, конечно, только обыкновенные между манграми протоки; но жители укрепили берега их каменными стенами и сделали их таким образом настоящими каналами глубиной в 3-4 фута, которые очень способствуют сообщениям!»
К моменту первого контакта с европейскими мореплавателями в 1824 году, население Кусаие было дифференцировано на касты, что было типичной структурой общества, характерной для многих островов Микронезии в тот исторический период. В город Лелу допускались только представители высших каст, все прочие жили на Кусаие.
Упадок города связан с тем, что вскоре после открытия острова, большая часть населения погибла от болезней, завезенных европейцами. По некоторым данным, из 10 000 человек выжило не более 300.
Хотя руины Менка и Лелу изучены недостаточно, установлено, что они построены в разное время и, возможно, относятся к разным культурам.
Помимо Кусаие, мегалитические памятники обнаружены, или описаны в недалеком прошлом, и на некоторых других островах Микронезии — острова Яп, Понапе (Понпеи), Гуам. Общие черты сооружений говорят об устойчивых связях, существовавших между этими островами до открытия их европейцами.
В 1828 году остров посетила русская кругосветная экспедиция Ф. П. Литке на шлюпе «Сенявин»,

## Административное деление

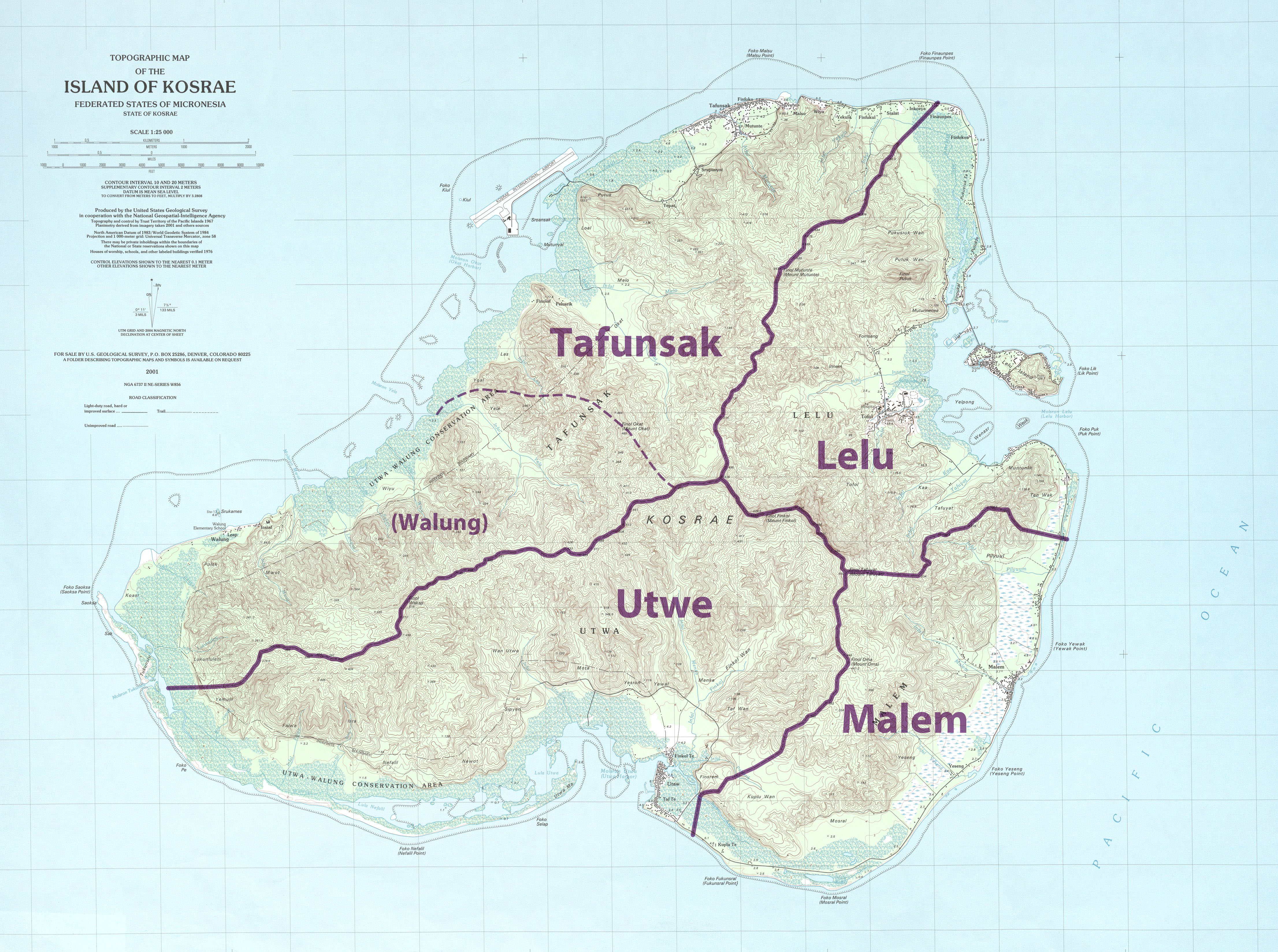
Административное деление острова (штата) Косраэ

Остров Кусаие делится на 4 муниципалитета и является самым восточным из Каролинских островов.
| № | Муниципалитет (русск.) | Муниципалитет (анг.) | Площадь, км² | Население, чел. (2010) |
| - | ---------------------- | -------------------- | ------------ | ---------------------- |
| 1 | Лелу                   | Lelu                 | 21,5         | 2160                   |
| 2 | Малем                  | Malem                | 16,8         | 1300                   |
| 3 | Утве                   | Utwe                 | 28,5         | 983                    |
| 4 | Тафунсак               | Tafunsak             | 42,8         | 2173                   |
|   | Всего                  |                      | 109,6        | 6616                   |

## Известные уроженцы, жители
На острове жила и работала педагог Роуз Каумаи Маквелунг (1912—1985), которую называют «основательницей формального образования».